# Dolichopus crassitibia
Dolichopus crassitibia är en tvåvingeart som beskrevs av Robinson 1967. Dolichopus crassitibia ingår i släktet Dolichopus och familjen styltflugor.
Artens utbredningsområde är Maryland. Inga underarter finns listade i Catalogue of Life.